# موتور داد محمد نارويي
موتور داد محمد نارويي (بالإنجليزية: Mowtowr-e Dad Mohammad Naruyi)‏ هي منطقة سكنية تقع في سيستان وبلوتشستان في إيران.